# Laurent Jolivet
Laurent Jolivet, né le 7 avril 1957 à La Flèche, est un géologue français spécialisé en tectonique.

## Biographie
Il est élève à l'École normale supérieure de Saint-Cloud de 1977 à 1980 et obtient une agrégation de Sciences Naturelles en 1981. Il obtient ensuite un doctorat à l'Université Pierre-et-Marie-Curie en 1984 avec une thèse sur la tectonique de la Chaîne Centrale d'Hokkaido. Il obtient enfin une HDR en 1988.
Il est nommé Maître de conférences à l'ENS en 1985, professeur à l'Université de Cergy-Pontoise en 1995, professeur à  l'Université Pierre-et-Marie-Curie en 1999, puis professeur à  l'Université d'Orléans en 2009.
Il est rédacteur en chef du bulletin de la SGF.

## Travaux
Ses travaux de terrain ont lieu dans les Cordillères Bétiques en Espagne, dans le Rif, dans les Cyclades, au Japon, dans les Alpes et en Calabre. Il étudie différents mécanismes de formations de montagnes, notamment dans les domaines Téthys-alpin, du Vietnam à la Méditerranée, de la Chaîne calédonienne et du Japon. Grâce à l'étude de contraintes dans des diagrammes température-pression-temps, il établit les zones ce disaillement et les bassins d'arrière-arc ainsi que de recristallisation des minéraux et de transport de sédiments, et crée des cartes géologiques très originales,.

## Distinctions
- 2003 : Prix Pierre Pruvost de la Société géologique de France[4]
- 2007-2017 : Membre senior de l'Institut universitaire de France
- 2011 : Stephan Mueller Medal (en) de l'Union européenne des géosciences[3]
- 2017 : Membre de l'Academia Europaea[5]
- 2021 : Médaille Arthur-Holmes pour « contributions exceptionnelles à notre compréhension des processus de déformation de la lithosphère continentale »[2].